# Боржко, Владимир Иванович
Владимир Иванович Боржко (1932 — 21 июля 2013) — генерал-лейтенант ВС СССР, начальник Благовещенского высшего танкового командного училища в 1976—1986 годах.

## Биография
Отец — участник Великой Отечественной войны, очень многие родственники не вернулись с фронтах.
Окончил Ташкентское высшее танковое командное училище и Военную академию бронетанковых войск. Прошёл путь от командира взвода (командовал восемь лет взводом) до командира дивизии в Возжаевке, служил в Южной группе войск (в Румынии). Звание генерал-майора получил 25 апреля 1975 года, будучи на посту командира дивизии в Возжаевке.
В 1976—1986 годах — начальник Благовещенского высшего танкового командного Краснознамённого училища имени Мерецкова, летал в командировку в Афганистан. В 1986—1989 годах — военный советник в Эфиопии, генерал-лейтенант с 17 февраля 1986 года. Занимался обучением танковых войск в составе вооружённых сил Эфиопии; был свидетелем попытки государственного переворота, учинённого начальником Генерального штаба: мятеж был подавлен, а министр обороны (лояльный властям), начальник Генерального штаба и командующий ВВС погибли в ходе мятежа.
Отмечен рядом орденов и медалей, в том числе двумя орденами Красной Звезды, орденом «За службу Родине в Вооружённых Силах СССР» и другими наградами.
Похоронен в Благовещенске. Сын — Александр, полковник танковых войск, участник войны в Афганистане, начальник Амурского регионального филиала ДОСААФ России.